# Rio Tsomo
Rio Tsomo é um rio da África do Sul.